# Кенн (Німеччина)
Кенн (нім. Kenn) є муніципалітетом, розташованим у західному регіоні Рейнланд-Пфальц, поблизу кордону з Люксембургом. Він характеризується своїми оточуючими виноградниками червоними піщаними пагорбами і знаходиться в Мозельському винному регіоні. З адміністративної точки зору, Кенн підпорядковується об'єднання громад Швайх-ан-дер-Ромішен Вайнштрассе в окрузі Трір-Заарбург.

## Галерея

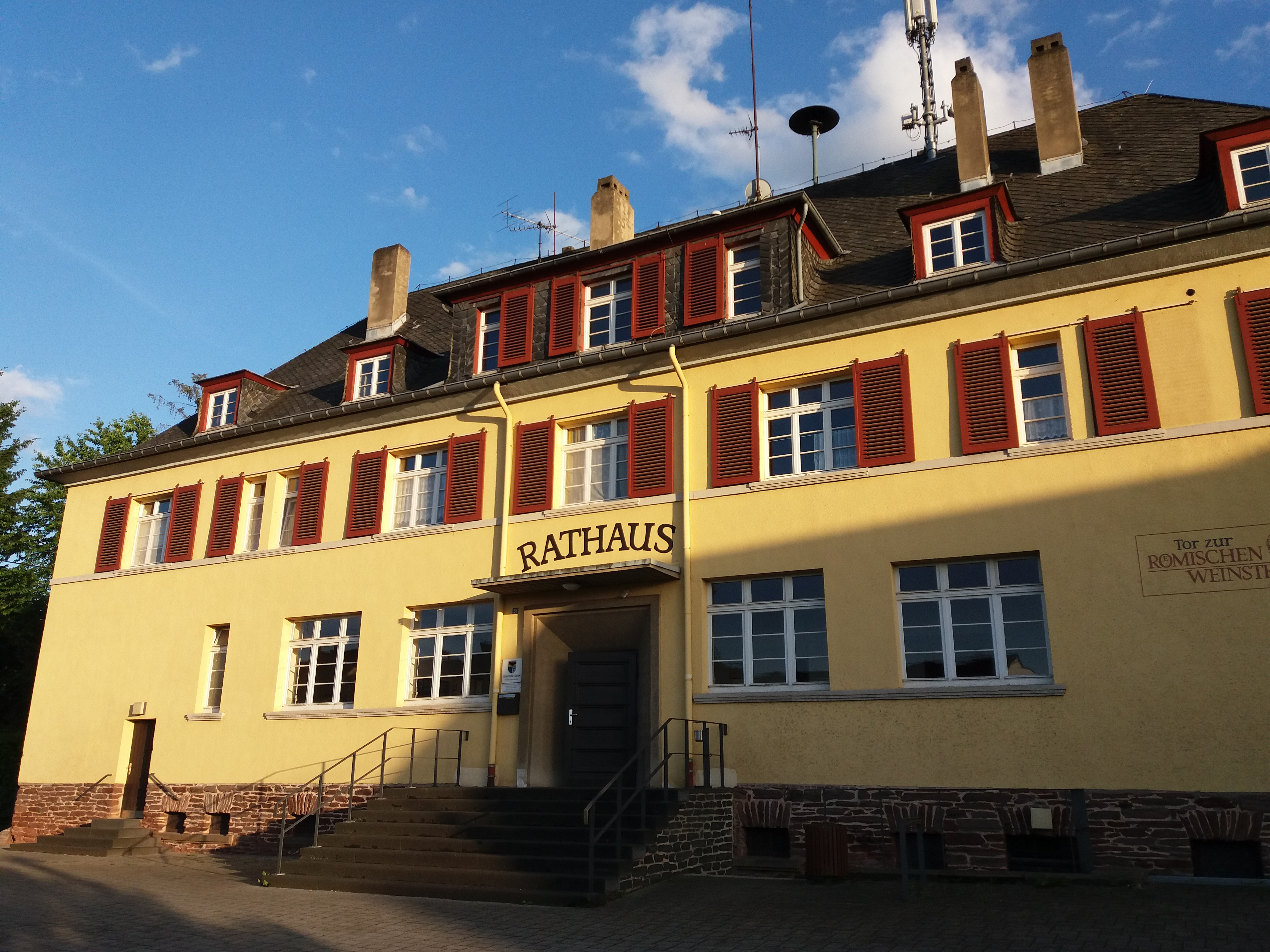